# 31595 Noahpritt
31595 Noahpritt è un asteroide della fascia principale. Scoperto nel 1999, presenta un'orbita caratterizzata da un semiasse maggiore pari a 2,2519474 UA e da un'eccentricità di 0,1040595, inclinata di 2,77041° rispetto all'eclittica.